# Herbert Krug
Herbert Krug (* 21. Juni 1937 in Mainz; † 2. November 2010 in Hochheim am Main) war ein Dressurreiter, der für die Bundesrepublik Deutschland startete.

## Werdegang
Krug war als Winzer in der Nähe von Hochheim am Main tätig. Zunächst bestritt er Wettbewerbe in allen drei olympischen Reitsportdisziplinen. Seinen ersten größeren internationalen Erfolg hatte er 1963, als er bei der Europameisterschaft der ländlichen Vielseitigkeitsreiter Achter in der Einzelwertung wurde. In Folge konzentrierte er sich vermehrt auf die Dressur und ritt ab den 1970er Jahren auch in Dressurprüfungen der schweren Klasse. Im Jahr 1980 erwarb er in Dänemark den damals achtjährigen Wallach Muscadeur und schulte diesen vom Springpferd zum Dressurpferd um. Seinen ersten internationalen Championatsstart als Dressurreiter hatte er 1983 bei den Europameisterschaften in Aachen, ein Jahr später folgte ebenfalls mit Muscadeur der Start bei den Olympischen Spielen in Los Angeles. Neben dem Sieg mit der Mannschaft erreichte er hier Rang fünf in der Einzelwertung.

## Privates
Im Jahr 2006 wurde er von einer Nervenkrankheit befallen, die zu einer schwerwiegenden Schädigung der Nervenzellen führte. Im November 2010 verstarb er in einem Hospiz.